# Ancienne culture de la mer de Béring
L'ancienne culture de la mer de Béring (ou Old Bering Sea Culture en anglais ; abrégé en OBS) est une culture et une société arctique et béringienne. Elle s'étend de 200 av. J.-C. à 500 apr. J.-C.. Suivie par la culture de Punuk, elle est à l'origine des cultures inuits telles que la culture de Thulé. 

## Origine et position dans les cultures arctiques
L'ancienne culture de la mer de Béring désigne l'ensemble des culturelles et sociétales des populations arctiques et béringiennes entre 200 av. J.-C. et 500 apr. J.-C..
L'ancienne culture de la mer de Béring est considérée par les spécialistes comme la première culture des peuples vivant dans les zones arctiques. À ce titre, elle est à l'origine de la culture inuit et de ses formes les plus modernes comme la culture de Thulé.
Elle est remplacée par la culture de Punuk qui se développe dans la zone de l'île Saint-Laurent aux alentours de 500 apr. J.-C..

## Caractéristiques générales
L'ancienne culture de la mer de Béring est une culture lithique. Les productions matériels associés à ce mode de fabrication sont surtout des armes et des outils. 
La poterie est également une caractéristique structurante de la culture OBS. Les techniques de fabrication ont vraisemblablement été développées au contact du monde sibérien.
Les sociétés de l'ancienne culture de la mer de Béring utilisent des matériaux animaliers provenant des espèces chassées. Les ossements et la peau sont fréquemment utilisés. 

## Distribution géographique
Des sites archéologiques de l'ancienne culture de la mer de Béring ont été découverts à l'extrême est de la Sibérie sur la péninsule Tchouktche, sur l'île Saint-Laurent et sur d'autres îles de la mer de Béring.

## Habitations
Les habitations construites par les populations OBS sont de formes rectangulaires. Afin d'isoler les zones de vie de l'air froid environnant, les entrées sont des tunnels en plus bas que la zone habitée.

## Armes

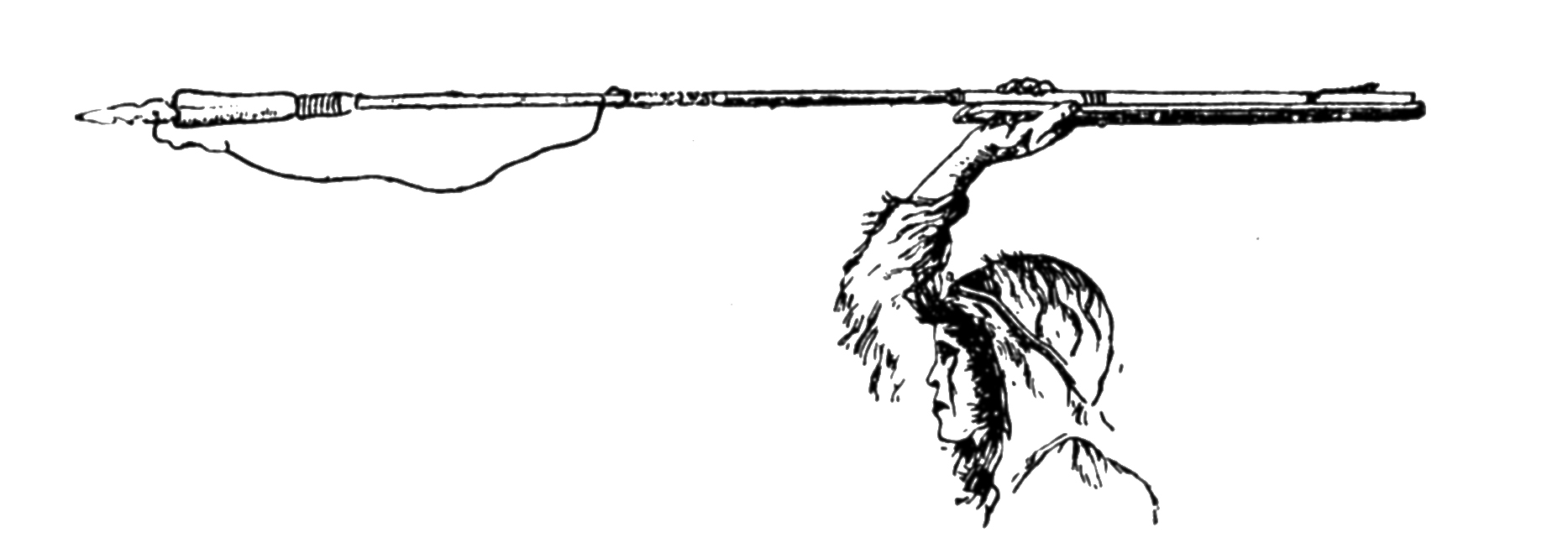
Exemple de harpon avec propulseur.

Les harpons utilisés pour la chasse aux grands animaux marins sont constitués de six parties: la longue tige principale est connectée à l'avant à une grosse « douille » (en anglais, socket) elle-même attachée plus à l'avant à la pointe de l'arme. Un contrepoids est attaché à l'arrière de la tige, et le tout est maintenu fermement ensemble à l'aide de longs filaments tels que de l'herbe ou des tendons. À la pointe de l'arme est ajoutée une tête pivotante qui, lorsque le harpon pénètre sa cible, pivote et reste bloquée. Finalement, un propulseur complète le tout, augmentant la portée du bras du lanceur et la vitesse de lancé.

## Production artistique
Les artéfacts de la culture de la mer de Béring sont séparés en trois périodes, désignées I (Période Okvik, env. 250 av. J.-C. à 100 apr. J.-C.), II (100 apr. J.-C. à 300 apr. J.-C.) et III (300 apr. J.-C. à 500 apr. J.-C.).
Les terres ou vivait cette culture étant tres pauvres en ressources, bon nombre de pieces artistiques retrouvées ont été taillées dans les restes des animaux chassés pour la subsistance. L'île Saint-Laurent étant depourvue d'arbres, le bois était principalement acquis en ramassant le bois de flottaison. Les os et l'ivoire étaient quant à eux abondants, les habitats des peuples de cette culture ayant vécu proche des chemins migratoires de grands mamifères marins tels que les morses et les baleines. L'ivoire de défense de morse est le materiau préponderant des pieces gravées durant la période Okvik. Le pergélisol et la glace de ces régions a grandement contribué à la préservation des restes animaliers et de bois, qui sont parfois retrouvés apres avoir été libérés de leur hivernation des siècles après leur fabrication.
Les artéfacts de la période Okvik qui nous sont restés incluent des composants de harpon, des outils, des ornements, des représentations d'animaux ainsi que, notamment, des figurines anthropomorphes. Ces figurines distinguent cette période Okvik des suivantes. Elles représentent généralement des femmes, des gravures décorant leur corps. Typiquement sans bras ni jambes, leurs têtes et leurs nés sont allongés, non sans similitude avec les visages du cubisme du XXe siècle. L'utilisation de ces figurines reste débatue. Elles servaient peut-être d'amulettes protectrices, de poupées, de représentations de la fertilité ou d'accessoires chamaniques. Nombreuses figurines ont été retrouvées avec leur tête proprement détachée de leur corps, laissant penser a une décapitation rituelle.

Statues et figurines de l'ancienne culture de la mer de Béring.
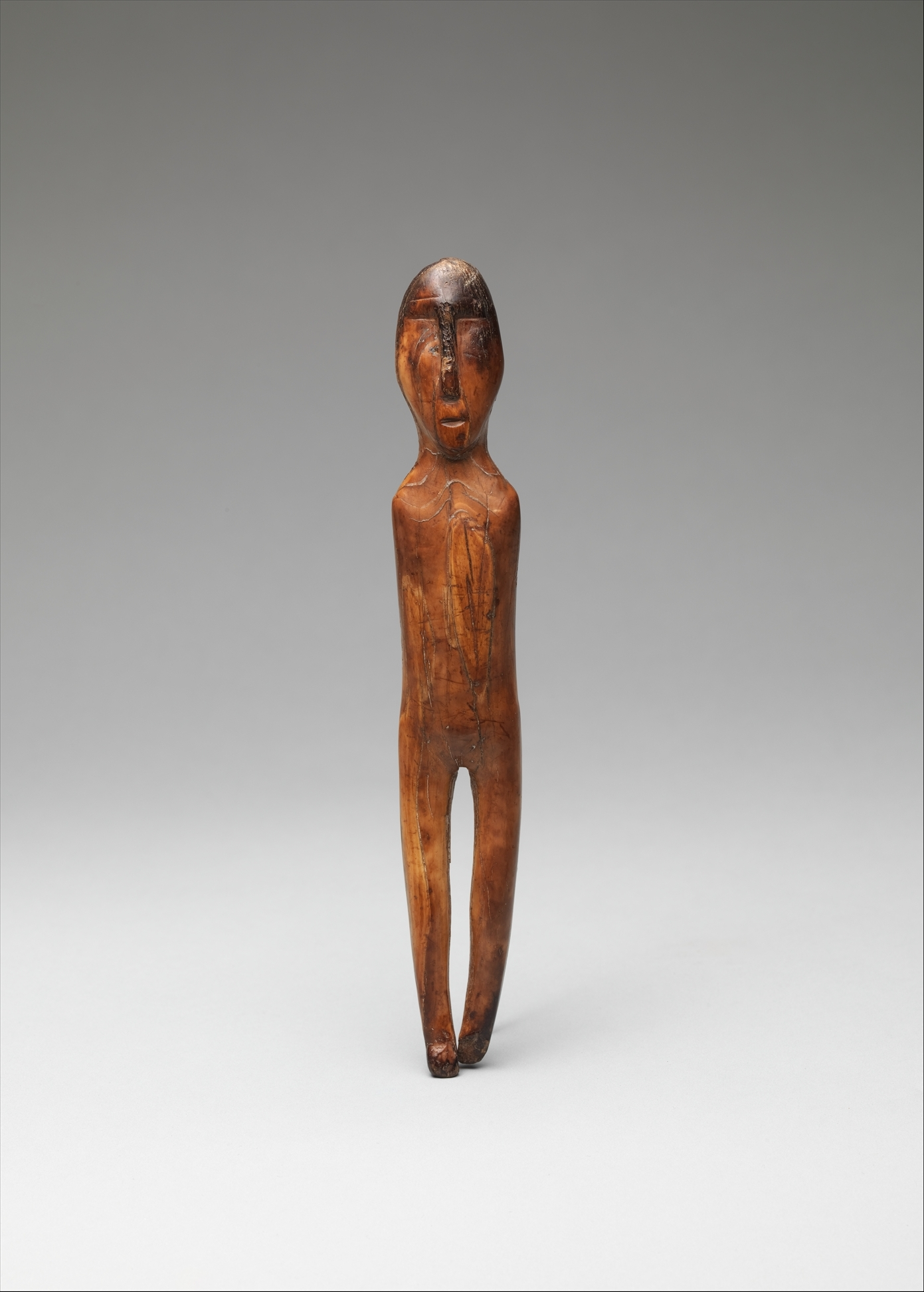
Statuette à forme humaine en ivoire (morse). Période estimée : entre 200 et 100 apr. J.-C..
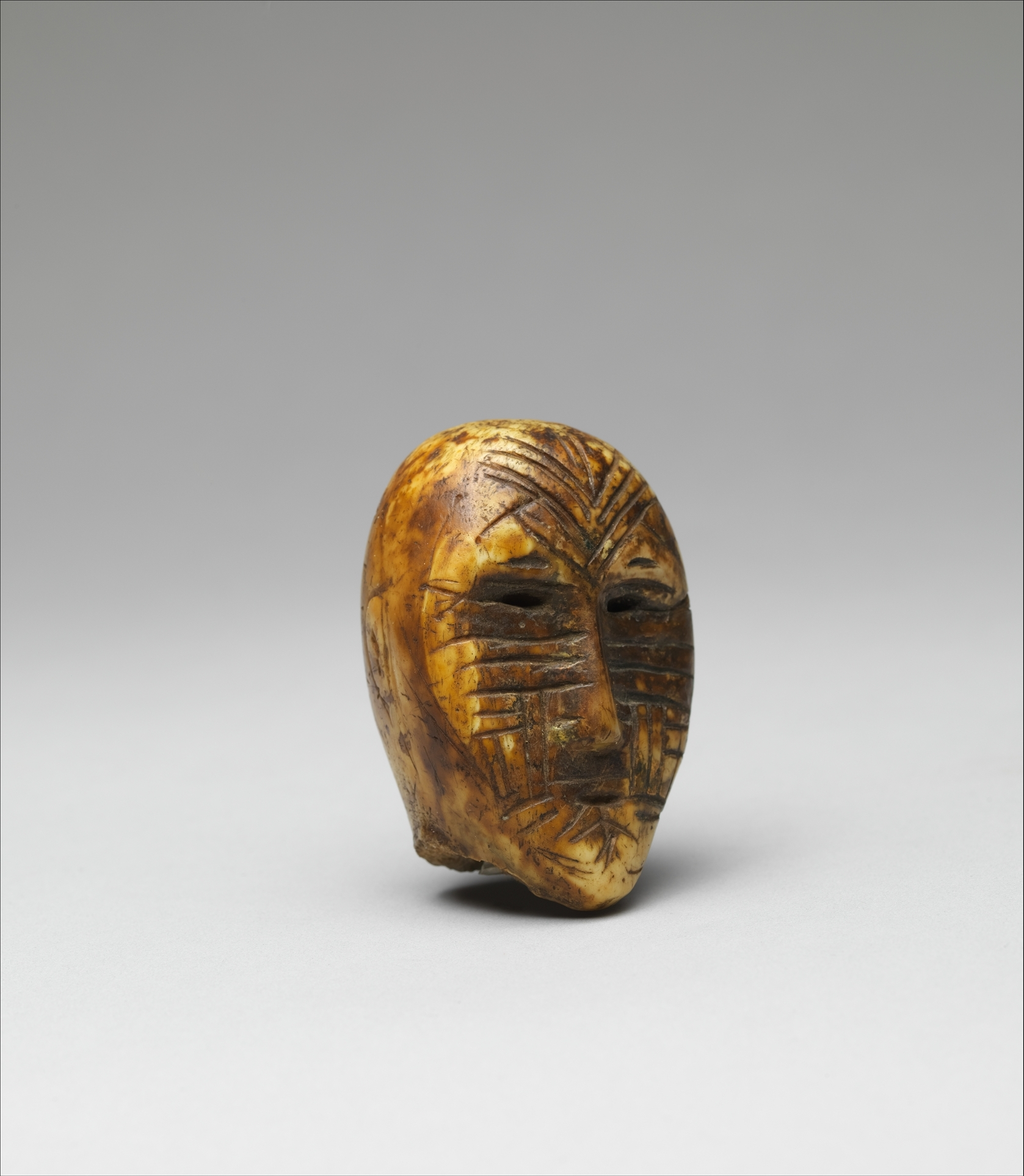
Figure en forme de tête humaine en ivoire (morse). Période estimée : entre 100 apr. J.-C. et 400 apr. J.-C..
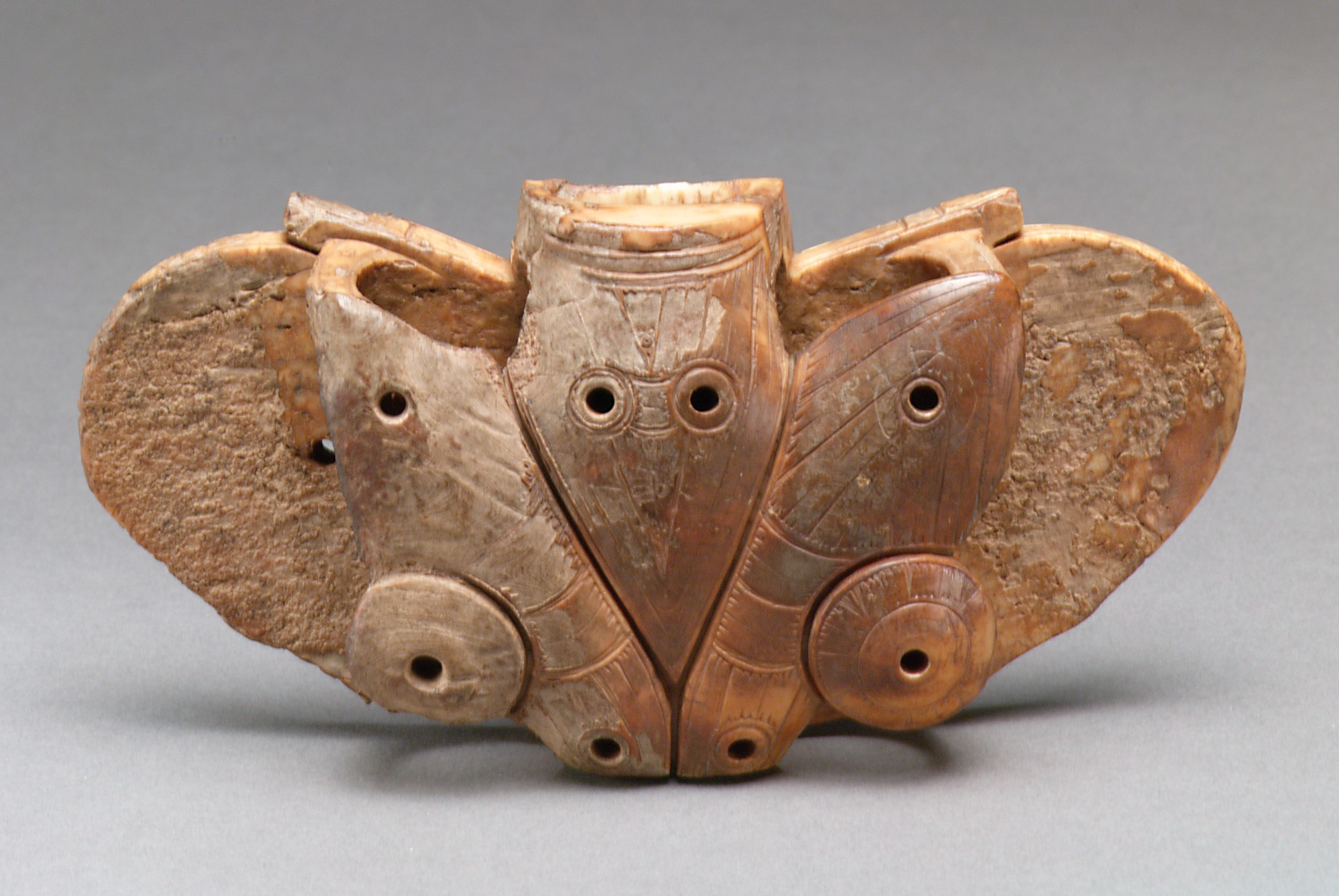
Objet ailé en ivoire de morse, probablement un contrepoids de harpon. Période estimée : entre 100 apr. J.-C. et 300 apr. J.-C..